# Tawuran
Tawuran (nebo tubir) je forma tradičních hromadných pouličních bojů mezi gangy studentů konkrétních škol v městských částech Indonésie, zejména v hlavním městě Jakarta. Praktikují jej převážně mladí muži v nižších nebo vyšších ročnících střední školy.

## Výklad
Podle indonéského sociologa Wirumota slouží jako mechanismus k uvolňování stresu, jelikož k němu často dochází po zkouškách, prázdninách nebo promocích. Podle názoru W. D. Mansura zároveň tento jev vzniká spíše ze skupinové dynamiky než z osobních pohnutek, jakými jsou náboženství nebo povahové střety.
Tawuran může mít vážné následky, včetně těžkých zranění nebo smrti. V roce 1999 přišlo o život 67 studentů a počet obětí dále stoupal. Od roku 2000 do konce roku 2005 došlo k 297 úmrtím, v roce 2011 pak k 82 úmrtím. Zpráva Al Džazíry z roku 2013 upozornila na nárůst útoků kyselinou, způsobujících vážná zranění a znetvoření. Podle jedné zprávy bylo v letech 2012 až 2017 zabito 130 studentů.[zdroj?]